# Souvent fauché, toujours marteau
Albums de Bérurier Noir
Split Bérurier Noir/Haine Brigade Viva Bertaga
Souvent fauché, toujours marteau ! est le quatrième album du groupe Bérurier Noir. Sorti en septembre 1989 sur le label Bondage Records, ce disque est le dernier album studio du groupe avant leur première séparation.

## Histoire de l'enregistrement

### Tensions avec le label
Les tensions avec Bondage, qui s'étaient accrues durant les dernières années, finissent par éclater à cette époque. Le groupe décide de quitter le label en partant avec ses bandes tandis que Bondage s'estime être le légitime propriétaire de ces bandes. Les Bérus engagent alors une bataille juridique contre le label qui se terminera finalement par un arrangement entre le groupe et Bondage et Souvent fauché, toujours marteau ! sortira donc malgré tout sur Bondage. Cette affaire avec Bondage va précipiter la fin du groupe qui annoncera sa séparation peu de temps après la sortie de l’album.

### Contenu musical et textes
Moins festif que son prédécesseur (Abracadaboum !), Souvent fauché, toujours marteau ! garde cependant en commun avec l’album précédent des musiques plus riches et élaborées que par le passé. Le groupe multiplie ses expérimentations musicales avec des morceaux comme Quesako avec ses sonorités rap/hip hop ou La Danseuse de l'Orient aux résonances rappelant la musique orientale.
Dans les thèmes abordés, on retrouve des sujets tels que l’antimilitarisme (Camouflage, Carnet de route), la jeunesse des HLM qui se réfugie dans la drogue pour échapper à son sort (Soleil noir) et la dictature de Pinochet au Chili (Protesta). On retrouve aussi une chanson sur les squats (Ainsi Squattent-ils) ainsi qu'une chanson hommage à Orange mécanique (Clockwork Béru), film référence pour le groupe.
À noter que les titres J'suis zinzin et Clockwork Béru ne sont présents que sur la version CD de l'album (et cassette pour Clockwork Béru), la version 33 tours de Souvent fauché, toujours marteau ! n'étant composée que de dix titres (pour douze sur la version CD et onze pour la version cassette).

## Liste des titres
1. Scarabée - 2:13
2. Deux clowns - 3:26
3. Camouflage - 2:47
4. Soleil noir - 2:44
5. Carnet de route - 4:16
6. J'suis zinzin (sur la version CD uniquement) - 2:11
7. Ainsi squattent-ils - 3:28
8. Quesako - 2:51
9. Protesta - 3:06
10. Djebel - 3:03
11. La danseuse de l’Orient - 3:21
12. Clockwork Béru (sur les versions CD et cassette) - 3:04